# Alarma!
Alarma! fue una revista mexicana de nota roja especializada en noticias sobre crímenes y muerte las cuales estaban acompañadas de imágenes gráficas de cadáveres; fue fundada por el periodista Carlos Samoaya Lizárraga y publicada por primera vez el 17 de abril de 1963. Víctima de la censura por una supuesta cruzada del gobierno contra la pornografía, dejó de publicarse de 1986 a 1991, después de lo cual regresó con el nombre de El Nuevo Alarma!. Es considerada la más antigua representante de la prensa roja de México, además de la publicación periódica de mayor venta, ya que llegó a tener tirajes de más de dos millones de ejemplares por semana. Su último ejemplar salió a la venta el 17 de febrero de 2014, un mes antes del fallecimiento de su director Miguel Ángel Rodríguez.

## Historia
Alarma! fue lanzada al mercado por Publicaciones Llegó el 17 de abril de 1963, gracias a una idea del periodista y escritor Carlos Samoaya Lizárraga, en sus inicios con un tiraje de apenas 3000 ejemplares por semana. La intención era crear una publicación que tratara únicamente de asuntos criminales. La revista se caracterizó por presentar fotografías gráficas de cadáveres, además de encabezados con afirmaciones llamativas e impactantes como: «Raptola, violola y matola» con una pistola.
La publicación obtuvo un inesperado impulso en 1964, cuando dio a conocer el caso de «Las Poquianchis»: un asunto criminal que giraba en torno a cuatro hermanas que administraban un prostíbulo en donde mantenían retenidas contra su voluntad a un grupo de jóvenes mujeres para prostituirlas, además de someterlas a torturas. Durante la investigación se descubrió que las tres hermanas cometieron múltiples asesinatos y que se mantenían a salvo sobornando a la policía y a las autoridades. Samoaya envió al periodista Jesús Sánchez Hermosillo a investigar y reseñar el caso, además del posterior proceso judicial. Según escribió Alicia Muñoz, en el Arizona Journal of Hispanic Cultural Studies, este caso «se convirtió en una sensación infame, cautivando el interés de los mexicanos e incluso involucrando a la prensa a nivel internacional». Después de empezar a publicar los detalles de los violentos acontecimientos, la tirada de Alarma! aumentó de 140 000 a más de 500 000 ejemplares por semana. La publicación de noticias en relación con el terremoto de México de 1985 estimuló nuevamente las ventas de la revista y, por esas fechas, se llegaron a publicar 2 a 2,5 millones de ejemplares semanales. Alarma! llegó a tener distribución a nivel internacional, alcanzando países como Estados Unidos, Francia, Holanda, Bélgica y Japón.

## Críticas
A lo largo del tiempo la revista ha recibido muchas críticas. Según escribió el periodista Juan Carlos Aguilar García en la revista Cuartoscuro, Alarma! se convirtió en «una publicación que llevaría lo sangriento hasta sus últimas consecuencias [...]» y que «Su sello distintivo: fotografías extremadamente crueles. Son bofetadas al inconsciente que nos recuerdan nuestra fascinación por la muerte». En un artículo publicado en la revista Nómadas de la Universidad Complutense de Madrid, Obed González destaca que fue una de las publicaciones que se «encargaron de definirla [la nota roja]» en la década de 1960, además de señalarla como un «arquetípico periódico rojo».
El escritor e investigador en comunicación Raúl Fuentes N. comenta en su libro La investigación de comunicación en México: sistematización documental, 1956-1986: «Alarma  [...] constituye [...] un objeto de investigación privilegiado. La investigación sobre el porqué el lector compra la revista, qué busca y qué encuentra en relación con temas como la violencia, la muerte y la justicia [...]».
Por su parte el director de Alarma!, Miguel Ángel Rodríguez, declaró en una entrevista en 2006 al defenderse de los cuestionamientos hacia dicha revista que «el interés de la gente por la desgracia ajena se debe principalmente a dos cosas: al morbo natural que los humanos tienen por lo grotesco y lo prohibido, y porque [...] hay mucha gente que es pobre, que no tiene dinero para comer, pero que al ver una revista como Alarma! dice: ‘pues no estoy tan jodido, este [...] está peor, porque está muerto’», además de que aseguró que «tenemos muy mala fama de que somos amarillistas o sensacionalistas, pero no: si te decimos que fueron veinte puñaladas, fue porque el perito así lo confirmó. Son hechos tan crueles que, si nosotros tratáramos de inventarlos, no nos saldrían casos tan terribles. Es increíble la saña que se tiene a veces para matar a alguien, que no necesitamos hacer más».

## Fin de la revista Alarma!
El final de la revista Alarma! vino poco después de la muerte de una persona: Miguel Ángel Rodríguez Vázquez quien era, a la postre, su director.
A Miguel lo sorprendió la muerte -a los 50 años de edad y por un infarto fulminante- el 16 de marzo de 2014 en las escaleras de la estación del Metro Balderas (curiosamente una estación que tiene un rojo historial en México). Por haber ocurrido el deceso en un día domingo, los fieles corresponsales no fueron informados de lo ocurrido y se enteraron por otras vías de la triste noticia.
La muerte de Miguel no fue casual pues él mismo presentía desde hacía algún tiempo un desenlace funesto, no solo de su revista, sino de su vida. Semanas antes de que le llegara ese infarto que lo mató, Miguel enfrentaba una lucha por mantener viva a Alarma! ya que los propietarios de la publicación tomaron la decisión de cancelarla. La revista en su edición impresa (con el número 1190) se publicó por última vez el 17 de febrero de 2014, luego de 23 años ininterrumpidos tras la censura periodística de 1986, y Miguel -quien durante 25 años había trabajado allí y también era conocido entre sus allegados como "El Alarmo"- solamente mantenía vivo el portal de internet de dicha publicación. Miguel se mantuvo al pie del cañón esperando la estocada final por parte de la casa editorial, pero la muerte se le adelantaría.
El estrés, miedo, tristeza o algo de todo eso aquejó a Miguel durante las siguientes semanas tras saber la desaparición de la revista y, por su parte, el poco equipo de reporteros en el DF como David Alvarado, el fotógrafo de la nocturna, fue despedido y tuvieron que buscar empleo en otros medios.
Sin su director al frente, los pocos suspiros de un Alarma! agonizante cesaron definitivamente. El portal de internet quedó inhabilitado.

## En la cultura popular
La banda de rock Botellita de Jerez lanzó la canción Alármala de Tos en 1990, en donde relata la vida de una mujer jorobada que decide matar a su padre después de ser violada por éste para ser después violada y asesinada más tarde por un policía corrupto. La letra tomaba como referencia los artículos de la revista Alarma, especialmente en el puente de la canción donde hace uso de la forma en que redactaban los encabezados de dicha revista ("Siguiola, atacola, golpeola, violola y matola... con una pístola").
En 1996, Café Tacvba haría un cover de la canción en su álbum Avalancha de Éxitos. En el videoclip los miembros de la banda aparecen en los anuncios de la revista, que usualmente ilustraban remedios "milagrosos".